# Lasianthus appressus
Lasianthus appressus är en måreväxtart som beskrevs av Joseph Dalton Hooker. Lasianthus appressus ingår i släktet Lasianthus och familjen måreväxter. Inga underarter finns listade i Catalogue of Life.